# Valdorf (Bělá nad Radbuzou)
Valdorf (německy Waldorf i Walddorf) je zaniklá vesnice a ruina stejnojmenného loveckého zámečku na území města Bělá nad Radbuzou, v k.ú. Železná v okrese Domažlice. Po roce 1945 se krátce objevuje také jako Valddorf. Stál v lesích při Huťském potoce, asi tři kilometry od Železné, pod kterou dříve administrativně spadala.

## Historie
První písemná zmínka o vesnici pochází z roku 1757, kdy druhý tereziánský katastr uvádí, že vesnici, která vznikla kolem roku 1690, tvoří jedenáct domků lesních dělníků a sklářů. Osada vznikla v okolí sklárny, existující již v 17. století, v místech odbočky směrem na Pleš ze silnice Železná–Bělá. Sklárna v pozdější době zanikla. Sklárna byla ve své době nazývána rovněž Weisse Hütte, protože vyráběla bílé tabulové sklo. Místo, kde stávala sklárna, se podařilo v roce 2005 lokalizovat asi 300 metrů od zaniklého Valdorfu. Nejpozději kolem poloviny 18. století byla sklárna přemístěna asi dva kilometry jihozápadně k Huťskému potoku, ale pořád byla nazývána jako Valdorfská. V roce 1868 byla ve Valdorfu postavena pila, která však již v roce 1884 byla zrušena. Na základech zrušené pily byl později vystavěn lovecký zámeček. Osada Valdorf stejně jako zámeček byly obydleny do roku 1945.
Osadu postihl odsun německého obyvatelstva a následně v padesátých letech dvacátého století při vytvoření hraničního pásma byla zcela srovnána se zemí. V jižní části, znovu zničené v sedmdesátých letech 20. století při rozšiřování pásma, se nedochovaly žádné stopy po zástavbě, v severní jsou k vidění základy jednotlivých budov, mezi nimi i školy.

### Lovecký zámeček
Necelého půl kilometru na jihovýchod od osady nechali Kocové z Dobrše na konci 18. století vystavět lovecký zámeček. Původně se jednalo o přízemní kamennou stavbu, během přestavby v 19. století přibylo dřevěné roubené patro. Zámeček tvořila obdélná budova o čtyřech okenních osách, krytá šindelovou střechou. V okolí byly provedeny parkové úpravy. Po druhé světové válce zámeček údajně vyhořel, pamětníci uvádějí, že ho zapálili američtí vojáci při obsazování pohraničí. K obnově již následně nedošlo. Ze zámečku se dochovalo torzo kamenné přízemní části.

## Obyvatelstvo
Sommerova topografie z roku 1839 popisuje ve vsi 19 domů a 161 obyvatel.
Při sčítání lidu v roce 1921 zde žilo 200 obyvatel, z nichž bylo 194 německé národnosti jeden jiné národnosti a pět cizozemců. K římskokatolické církvi se hlásilo všech 200 obyvatel.
| Rok            | 1869 | 1880 | 1890 | 1900 | 1910 | 1921 | 1930 | 1950 | 1961 | 1970 | 1980 | 1991 | 2001 | 2011 |
| -------------- | ---- | ---- | ---- | ---- | ---- | ---- | ---- | ---- | ---- | ---- | ---- | ---- | ---- | ---- |
| Počet obyvatel | 188  | 232  | 233  | 227  | 216  | 200  | 176  | –    | –    | –    | –    | –    | –    | –    |
| Počet domů     | 18   | 23   | 23   | 24   | 27   | 27   | 28   | –    | –    | –    | –    | –    | –    | –    |

## Dostupnost
Přes území zaniklé osady prochází dvojice značených turistických tras – modrá od Karlovy Hutě na Železnou a zelená taktéž od Karlovy Hutě, ale pokračující na Pleš – a také dvojice cyklotras – cyklotrasa 37 od Železné Hutě na Karlovu Huť a cyklotrasa 2230 od Železné na Pleš. Obě cyklotrasy prochází i okolo zbytků loveckého zámečku.

## Galerie

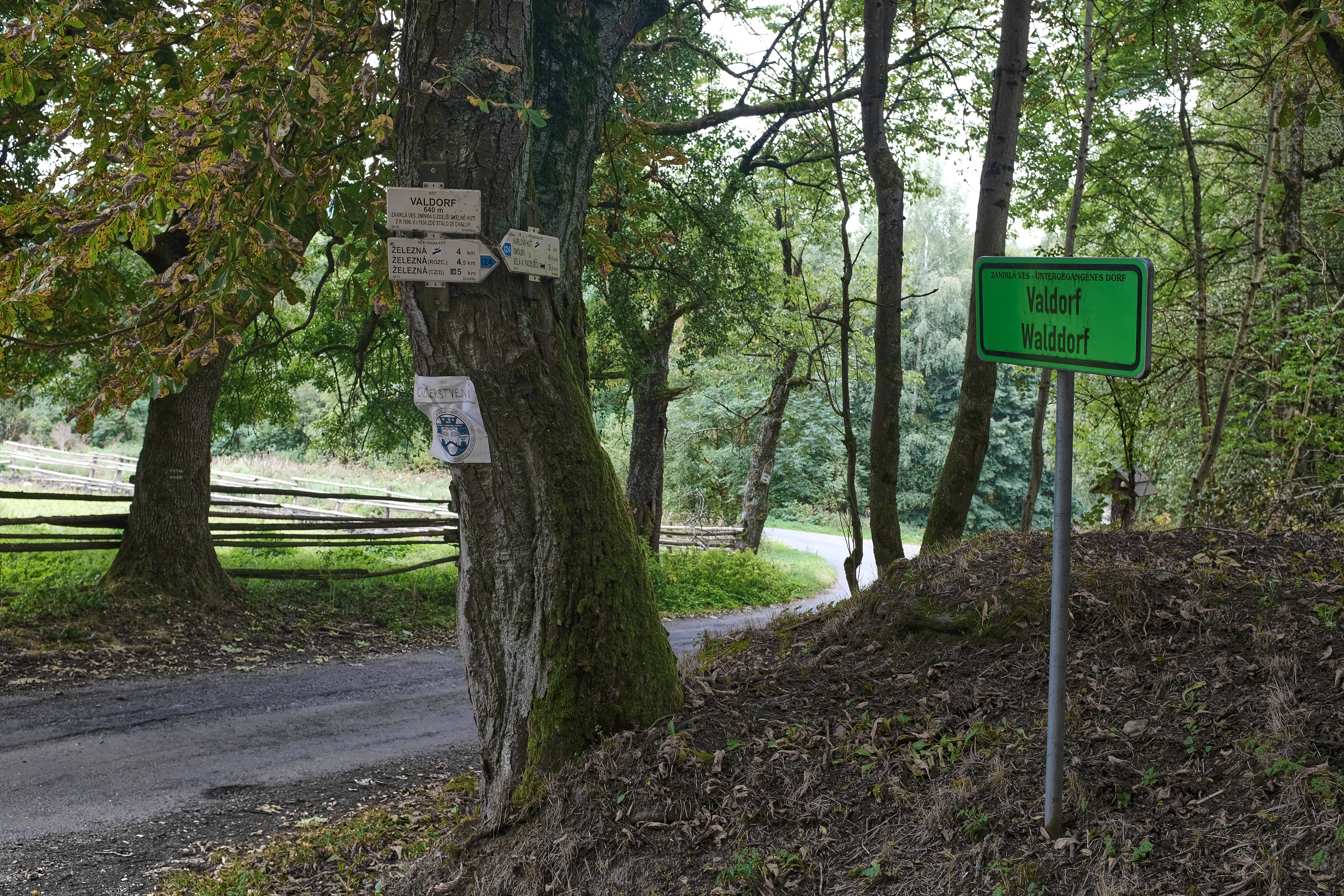
Turistický rozcestník v místě zaniklé vesnice
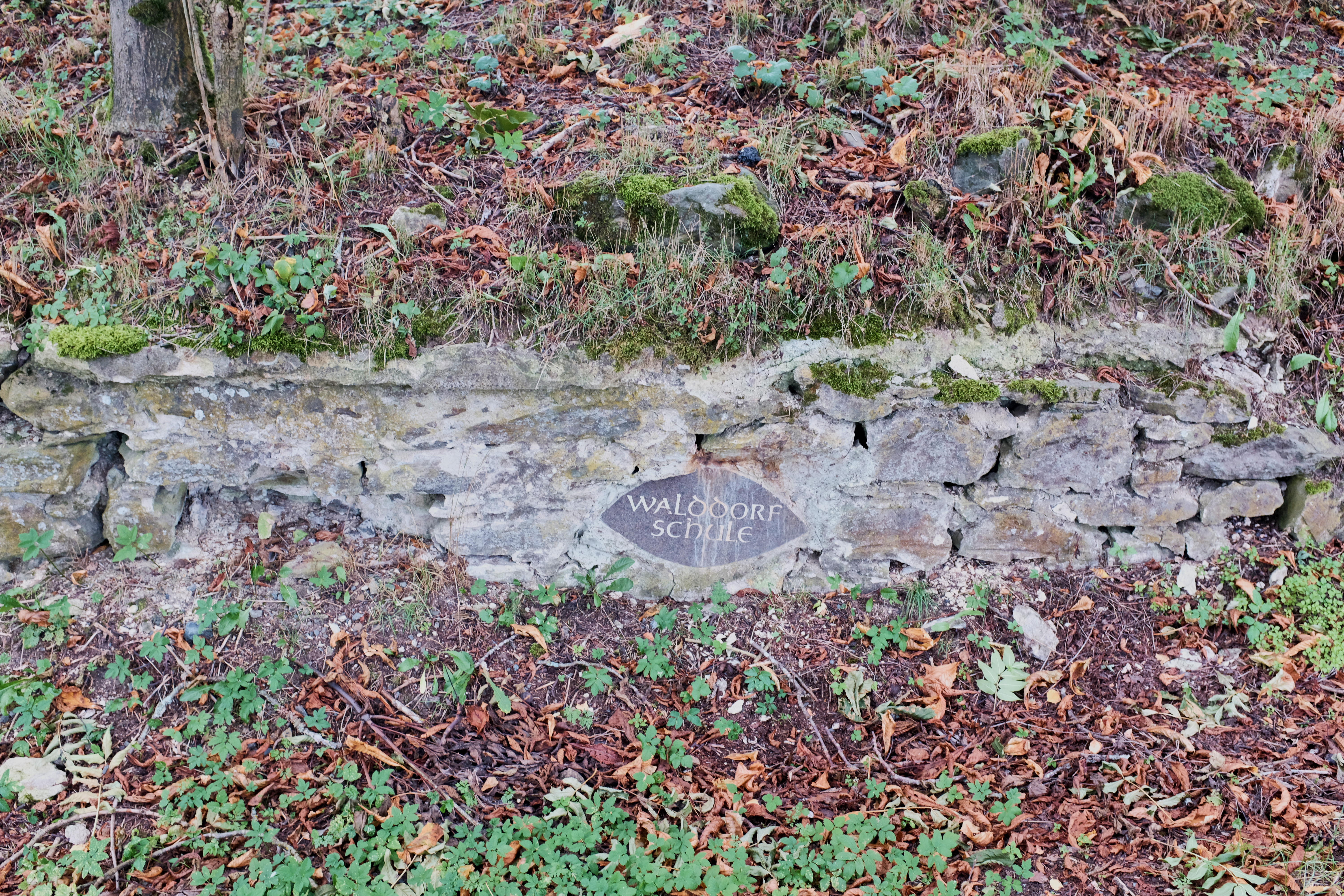
Pozůstatky základů zaniklé školy
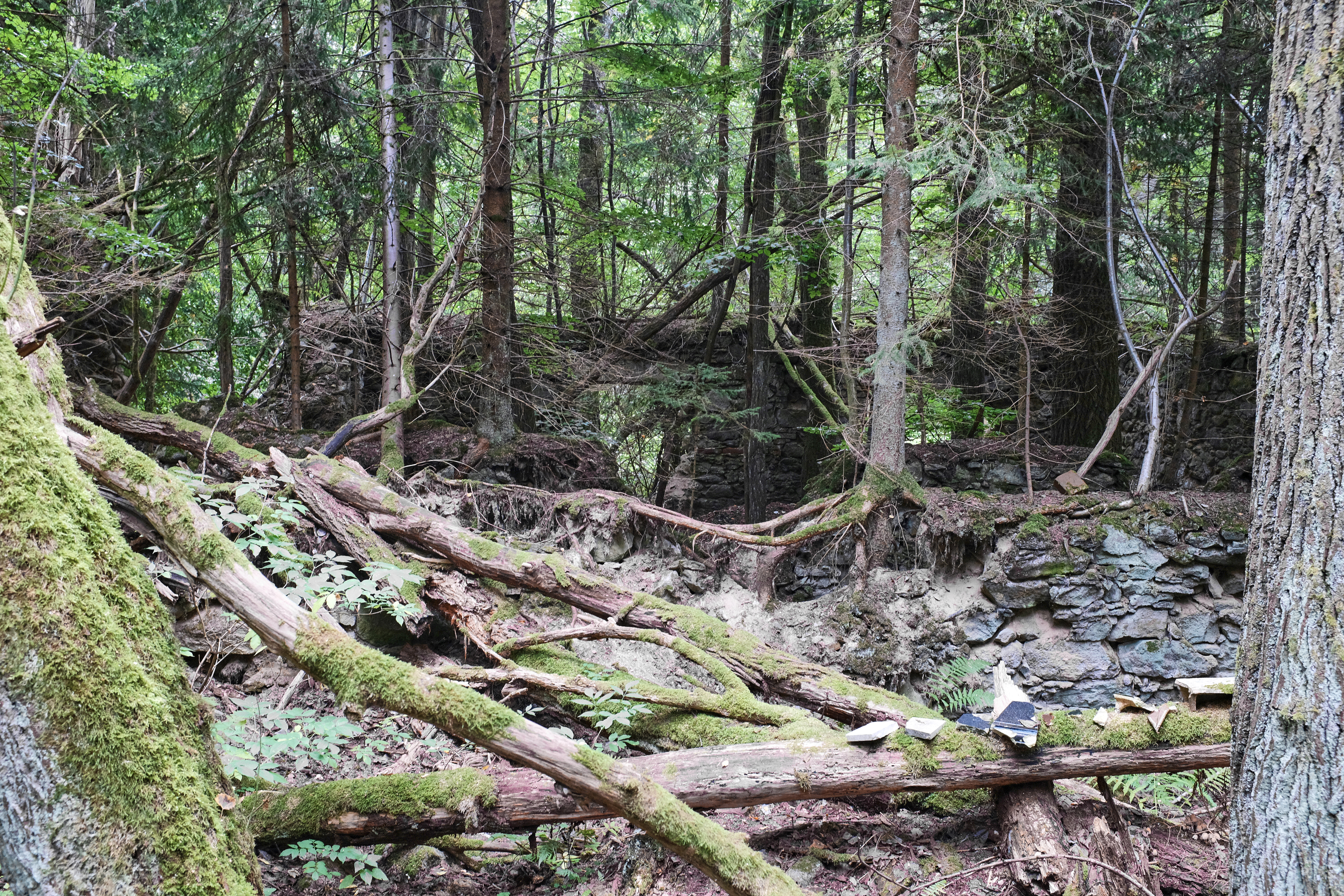
Ruiny zámečku v roce 2023
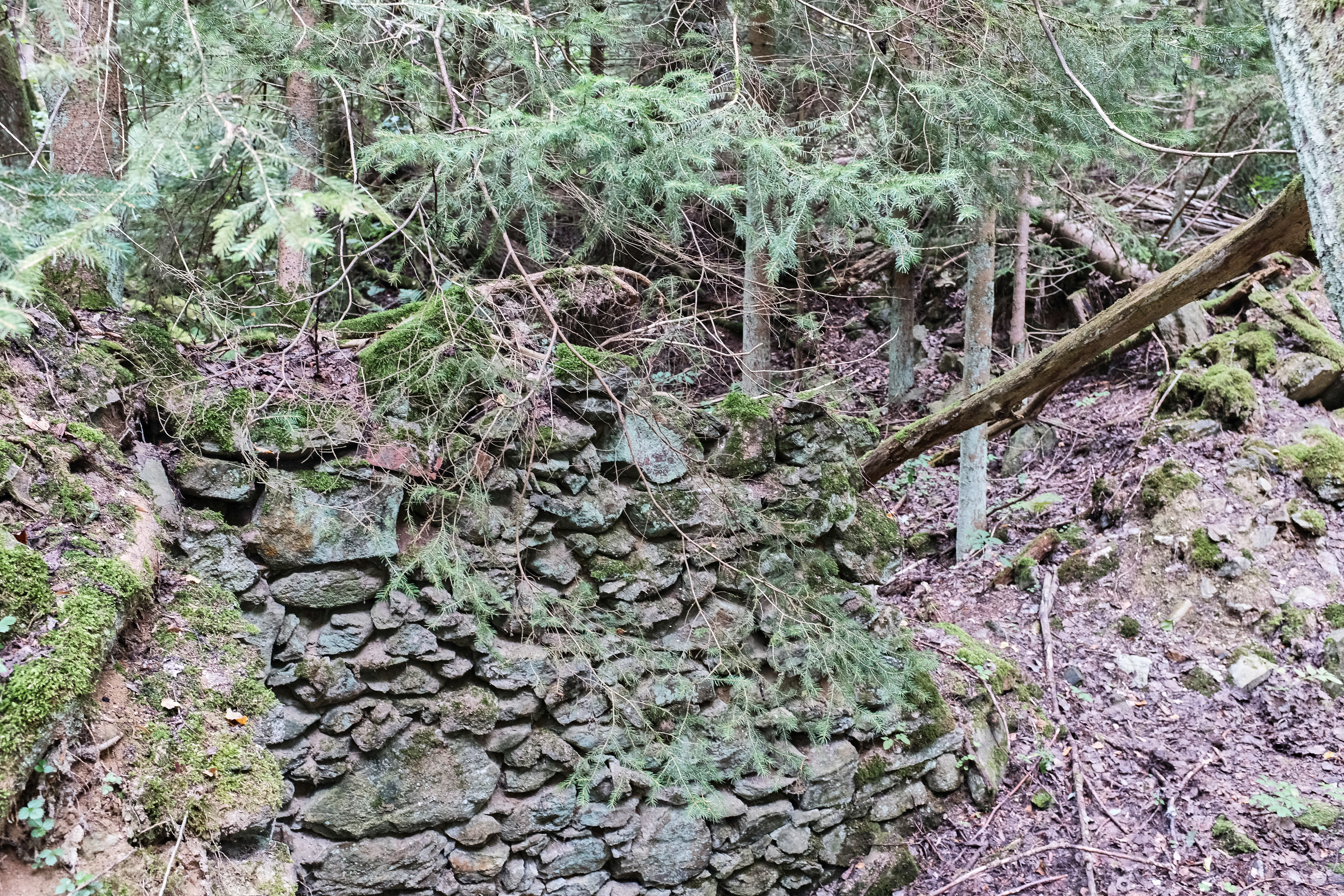
Pozůstaky základů zámečku v roce 2023